# 第一联区
第一联区（越南语：／），是越南民主共和国初期的区级政区之一，今属越南东北部各省。

## 地理
第一联区北接中国，东邻北部湾，南接第三联区，西接第十联区。

## 历史
1947年，为了应对第一次印度支那战争形势，越南民主共和国政府改革地方政权组织，将隶属于内政部的各地行政机构行政委员会和隶属于国防部的各地军事机构抗战委员会合并为抗战兼行政委员会。
1948年1月25日，越南政府再将各战区合并为联区，战区抗战委员会改组为联区抗战兼行政委员会。第一战区和第十二战区合并为第一联区，设立第一联区抗战兼行政委员会，管辖高平省、北𣴓省、太原省、北宁省、福安省、谅山省、北江省、海宁省、广安省、鸿基特区9省1特区。8月25日，广安省南策县划归第三联区海阳省管辖。
1949年1月10日，广安省荆门县划归第三联区海阳省管辖。6月7日，海宁省禄平县划归谅山省管辖。11月9日，广安省横蒲县划归鸿基特区管辖。
1949年11月4日，越南政府将第一联区和第十联区合并为越北联区，设立越北联区抗战行政委员会。

## 行政区划
1949年11月，第一聯區下辖高平省、北𣴓省、太原省、北宁省、福安省、谅山省、北江省、海宁省、广安省、鸿基特区9省1特区。